# Intersport Arena
Intersport Arena er en indendørs sports arena beliggende i Linz, Østrig. Der er plads til 6.000 personer ved tennis, håndbold, og fodbold og 2.500 ved atletik.